# Kendre Berry
Kendre DeQuan Berry (Flint (Michigan), 14 maart 1991) is een Amerikaans acteur.

## Biografie
Berry werd geboren in Flint (Michigan), en begon al op vroege leeftijd met acteren in de kerk, schooltoneel en lokale theaters.
Berry begon als jeugdacteur in 2004 met acteren voor televisie in de televisieserie All That, waarna hij nog meerdere rollen speelde in televisieseries en films.

## Filmografie

### Films
Uitgezonderd korte films.
- 2022 Deitrick Haddon's the Fallen - als Shawn
- 2012 Mac & Devin Go to High School – als student
- 2007 Shredderman Rules – als Max
- 2006 Casper's Scare School – als Ra (stem)
- 2006 Ultimate Avengers II – als jonge T'Challa
- 2004 Searching for David's Heart – als Winston

### Televisieseries
Uitgezonderd eenmalige gastrollen.
- 2019 On My Block - als bendelid - 2 afl.
- 2015 Hand of God - als Khalil Graham - 4 afl.
- 2006-2008 Girlfriends – als Jabari Wilkes – 11 afl.
- 2004-2007 Ned's Declassified School Survival Guide – als rugzak jongen – 12 afl.
- 2005 Six Feet Under – als Durrell – 7 afl.